# Municipio de Lime
El municipio de Lime (en inglés: Lime Township) es un municipio ubicado en el condado de Blue Earth en el estado estadounidense de Minnesota. En el año 2010 tenía una población de 1395 habitantes y una densidad poblacional de 31,96 personas por km².

## Geografía
El municipio de Lime se encuentra ubicado en las coordenadas 44°13′6″N 93°57′12″O / 44.21833, -93.95333. Según la Oficina del Censo de los Estados Unidos, el municipio tiene una superficie total de 43.65 km², de la cual 40,82 km² corresponden a tierra firme y (6,49 %) 2,83 km² es agua.

## Demografía
Según el censo de 2010, había 1395 personas residiendo en el municipio de Lime. La densidad de población era de 31,96 hab./km². De los 1395 habitantes, el municipio de Lime estaba compuesto por el 95,56 % blancos, el 1,72 % eran afroamericanos, el 0,07 % eran amerindios, el 0,93 % eran asiáticos, el 0,14 % eran de otras razas y el 1,58 % eran de una mezcla de razas. Del total de la población el 1,79 % eran hispanos o latinos de cualquier raza.